# Tolga Sarıtaş
Tolga Sarıtaş (Istambul, 30 de maio de 1991) é um ator turco.

## Filmografia
| Ano           | Título                  | Personagem              |
| ------------- | ----------------------- | ----------------------- |
| 2009          | Bahtı Kara              | Berk                    |
| 2011          | Kaledeki Yalnızlık      | Feyyaz                  |
| 2011          | Sen de Gitme            |                         |
| 2012          | Arka Sokaklar           | Doğan                   |
| 2013          | Öyle Bir Geçer Zaman Ki |                         |
| 2013          | 20 Dakika               | Ferdi                   |
| 2013-2014     | Muhteşem Yüzyıl         | Şehzade Cihangir        |
| 2014          | Benim Adım Gültepe      | Murat                   |
| 2015-2016     | Güneşin Kızları         | Ali Mertoğlu            |
| 2015          | Büyük Sürgün Kafkasya   | Cemil                   |
| 2017          | Kötü Çocuk              | Meriç Tuna              |
| 2017-presente | Söz                     | Yavuz Karasu/Ömer Günay |
| 2022          | Baba                    | Kadir Saruhanlı         |

## Prêmios e indicações
| Ano  | Prêmio                         | Categoria   | Indicação     | Resutado |
| ---- | ------------------------------ | ----------- | ------------- | -------- |
| 2018 | 46th International Emmy Awards | Melhor Ator | Tolga Sarıtaş | Indicado |